# Neckermolen
De Neckermolen of Nekkermolen is een omstreeks 1631 gebouwde poldermolen, die tussen 1830 en 1840 is voorzien van een vijzel. De molen is een rietgedekte achtkantige molen van het type grondzeiler met een oudhollands wiekenkruis. De kap van de molen is voorzien van een kruiwerk met houten rollen, dat van binnen gekruid wordt. De molen is, zoals meer Noord-Hollandse poldermolens, een binnenkruier. De Neckermolen is voorzien van een Vlaamse vang. De molen bemaalt samen met een elektrisch gemaal het waterschap Wormer, Jisp en Neck.
De molen is eigendom van het Hoogheemraadschap Hollands Noorderkwartier en is niet te bezoeken.